# Philodicus nursei
Philodicus nursei là một loài ruồi trong họ Asilidae. Philodicus nursei được Joseph & Parui miêu tả năm 1997. Loài này phân bố ở miền Ấn Độ - Mã Lai.